# Qiuxi (köpinghuvudort i Kina, Jiangxi Sheng, lat 27,85, long 116,27)
Qiuxi är en köpinghuvudort i Kina. Den ligger i provinsen Jiangxi, i den sydöstra delen av landet, omkring 100 kilometer söder om provinshuvudstaden Nanchang. Antalet invånare är 21 832. Befolkningen består av 10 183 kvinnor och 11 649 män. Barn under 15 år utgör 27,0 %, vuxna 15-64 år 63 %, och äldre över 65 år 8,0 %.
Runt Qiuxi är det tätbefolkat, med 308 invånare per kvadratkilometer. Närmaste större samhälle är Fuzhou, 13,7 km norr om Qiuxi. I omgivningarna runt Qiuxi växer huvudsakligen savannskog.
Genomsnittlig årsnederbörd är 2 281 millimeter. Den regnigaste månaden är juni, med i genomsnitt 426 mm nederbörd, och den torraste är oktober, med 17 mm nederbörd.